# Разумный, Александр Ефимович
Алекса́ндр Ефи́мович Разу́мный (1 мая 1891, Елисаветград, Российская империя — 16 ноября 1972, Москва, СССР) — советский кинорежиссёр. Заслуженный деятель искусств РСФСР (1957).

## Биография
Родился в бедной еврейской семье в Елисаветграде (ныне — Кропивницкий, Украина). С 1904 года работал учеником художника-гравёра, затем гравёром. В 1907 году примкнул к драматической театральной труппе, с которой гастролировал в Умань, Могилёв, Одессу. В 1914 году окончил отделение живописи Одесского художественного училища.
С 1915 года работал в московских кинофирмах «Савва», «Химера», где овладевал кинематографическими профессиями. В 1917 году — режиссёр в Товариществе И. Ермольева, с 1918 года во Всероссийском фото-кино отделе, заведующий театрального отдела Наркомпроса, режиссёр театральных агитколлективов, а также образцового передвижного театра РСФСР № 5. С 1922 года — режиссёр на киностудиях «Пролеткино» и «Госкино», также нередко выступал и в качестве оператора и художника своих фильмов. Заместитель директора производственной части Госкино (1926).
В период 1926—1928 годов был откомандирован на берлинскую студию «Прометеус» и «Фебус-фильм» в Париже, где снимал фильмы по русской классике («Лишние люди», «Пиковая дама»). По возвращении в СССР — режиссёр на московской студии «Совкино», преподавал в Государственном институте кинематографии. С 1935 года работал на студии «Межрабпомфильм» («Союздетфильм» — с 1936 года).
В послевоенный период, в годы малокартинья перешёл на студию «Моснаучфильм», где проработал десять лет. С 1955 года — режиссёр на Литовской киностудии.
Член ВКП(б) с 1919 года, член Союза кинематографистов СССР (Москва). 
А. Разумный скончался 16 ноября 1972 года в Москве, похоронен в колумбарии Новодевичьего кладбища.
А. Разумный не прекращал активной творческой и общественной деятельности до своей кончины. Им создан графический цикл — портреты более двухсот тружеников русского советского искусства 1912—1972 годов «Мои современники», ныне переданный его наследниками в Музей кино. Архив кинорежиссёра хранится в Российском государственном архиве литературы и искусства (РГАЛИ).

## Семья
- жена (с 1922 года) — Ольга Алексеевна Разумная.
  - сын — Владимир Разумный (1924—2011), философ, критик, публицист.

## Фильмография
Режиссёр
- 1917 — Вор любви (совместно с И. Пельтцером)
- 1917 — Гримасы жизни
- 1917 — Жизнь и смерть лейтенанта Шмидта / Восстание Черноморского флота (совместно с Я. Посельским)
- 1917 — Казнь Мясоедова
- 1917 — Я так хотел
- 1918 — Восстание (агитфильм)
- 1918 — Последняя встреча
- 1918—1919 — Флавия Тессини
- 1918 — Четвёртая жена
- 1919 — Белое и чёрное
- 1919 — Мать
- 1919 — Товарищ Абрам
- 1920 — Два поляка
- 1923 — Комбриг Иванов
- 1923 — Семья Грибушиных
- 1924 — Банда батьки Кныша
- 1924 — В дебрях быта
- 1924 — Долина слёз
- 1925 — Тяжёлые годы
- 1927 — Лишние люди
- 1927 — Пиковая дама
- 1927 — Принц или клоун
- 1929 — Бегствующий остров
- 1935 — Кара-Бугаз (не был выпущен на экран)[2]
- 1939 — Личное дело
- 1940 — Тимур и его команда
- 1942 — Бой под Соколом
- 1947 — Миклухо-Маклай
- 1949 — Мастера Малого театра (научно-популярный)
- 1949 — Школа русских мастеров
- 1952 — Творчество Перова
- 1952 — Художник Василий Верещагин (научно-популярный)
- 1953 — Художник Перов (научно-популярный)
- 1955 — Случай с ефрейтором Кочетковым
- 1956 — Игнотас вернулся домой
- 1957 — Художник Бакшеев (научно-популярный)
- 1958 — Дочь Малого театра (научно-популярный)
- 1961 — Сержант Фетисов
- 1962 — Шедевры музея им. А. С. Пушкина

Сценарист
- 1919 — Товарищ Абрам (совместно с П. Мишеевым)
- 1925 — Тяжёлые годы (совместно с П. Мишеевым)
- 1926 — Чужие (совместно с В. Трахтенбергом)
- 1938 — Борьба продолжается (совместно с Ф. Вольфом, Б. Райхом)

Оператор
- 1919 — Товарищ Абрам
- 1924 — Банда батьки Кныша
- 1924 — Похороны Ленина (документальный)
- 1925 — Тяжёлые годы
- 1929 — Бегствующий остров

Художник
- 1919 — Глаза открылись (короткометражный)
- 1919 — Рабочий Шевырев (короткометражный)
- 1919 — Товарищ Абрам
- 1924 — Банда батьки Кныша
- 1925 — Тяжёлые годы

Актёр
- 1920 — Борцы за светлое царство III Интернационала

## Награды и звания
- орден «Знак Почёта» (1940) — за фильм «Личное дело» (1939)[8];
- заслуженный деятель искусств РСФСР (1957)[3].